# Clarks (Nebraska)
Clarks és una població dels Estats Units a l'estat de Nebraska. Segons el cens del 2000 tenia 361 habitants.

## Demografia
Segons el cens del 2000, Clarks tenia 361 habitants, 157 habitatges, i 102 famílies. La densitat de població era de 449,6 habitants per km².
Dels 157 habitatges en un 26,8% hi vivien nens de menys de 18 anys, en un 59,2% hi vivien parelles casades, en un 3,8% dones solteres, i en un 34,4% no eren unitats familiars. En el 31,8% dels habitatges hi vivien persones soles el 21% de les quals corresponia a persones de 65 anys o més que vivien soles. El nombre mitjà de persones vivint en cada habitatge era de 2,3 i el nombre mitjà de persones que vivien en cada família era de 2,88.
Per edats la població es repartia de la següent manera: un 23,3% tenia menys de 18 anys, un 5,3% entre 18 i 24, un 25,5% entre 25 i 44, un 23,5% de 45 a 60 i un 22,4% 65 anys o més.
L'edat mediana era de 42 anys. Per cada 100 dones de 18 o més anys hi havia 87,2 homes.
La renda mediana per habitatge era de 29.583 $ i la renda mediana per família de 40.625 $. Els homes tenien una renda mediana de 26.875 $ mentre que les dones 25.313 $. La renda per capita de la població era de 15.742 $. Aproximadament el 12,8% de les famílies i el 16,7% de la població estaven per davall del llindar de pobresa.

## Poblacions més properes
El següent diagrama mostra les poblacions més properes.